# Giovanni Antonio Antolini
Giovanni Antonio Antolini (* 11. September 1753 in Castel Bolognese, Norditalien; † 11. März 1841 in Bologna) war ein italienischer Baumeister, Architekt und Ingenieur sowie Professor für Architektur. 

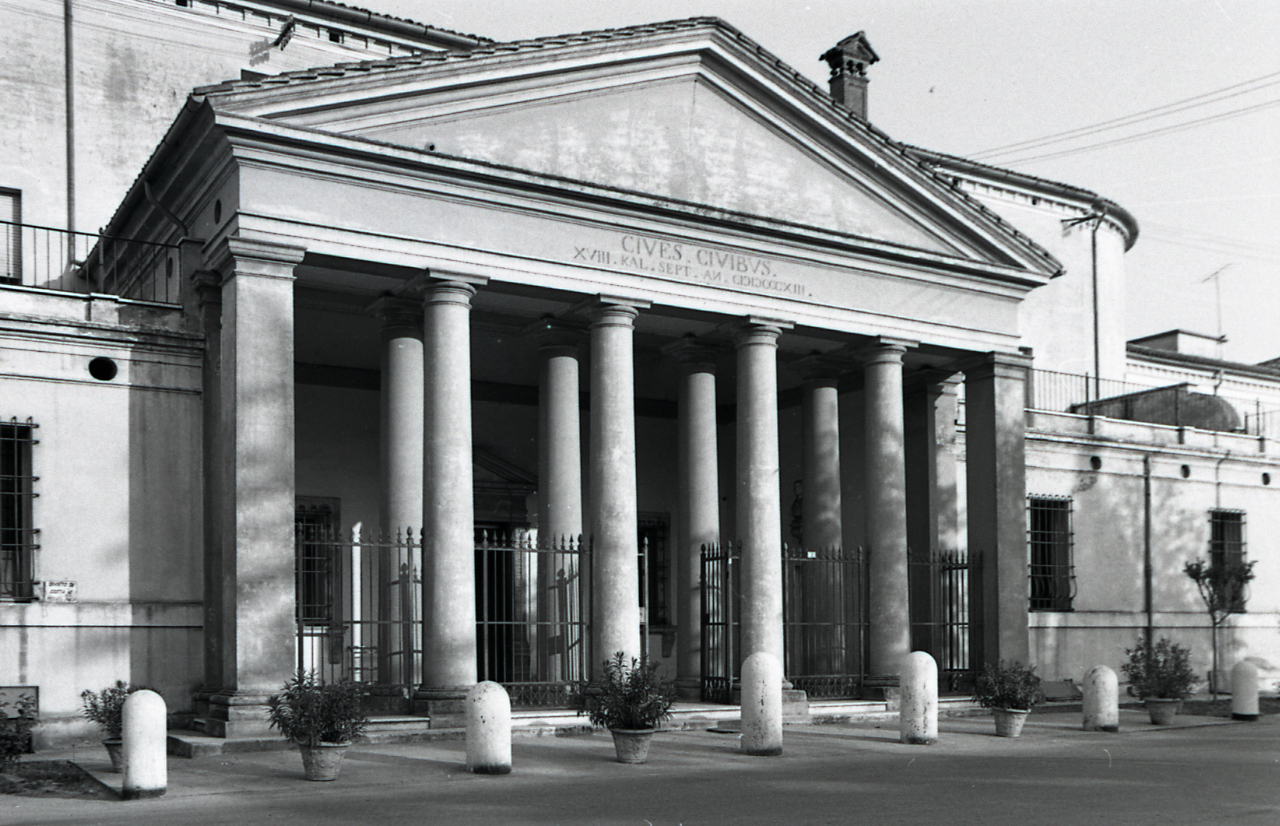
Ospedale degli Infermi, Castel Bolognese (1813). Foto von Paolo Monti, 1968.

Er war einer der wichtigsten italienischen Baumeister des Klassizismus.
Nach Antolinis Entwürfen errichtete der sächsische Baumeister Carl Gottlob Horn in den Jahren 1772–1778 bei Hamburg das neue Schloss Wandsbek des Kaufmanns Heinrich Carl Graf von Schimmelmann, ein schmuckvolles Herrenhaus mit Schloss-Charakter, das allerdings 1861 wieder abgebrochen wurde.
1820 wurde Antolini als auswärtiges Mitglied in die Académie des Beaux-Arts aufgenommen.